# Río Ilek
El río Ilek (del ruso: Илек) es un río del óblast de Oremburgo en Rusia y la República de Kazajistán, un afluente del río Ural (que desemboca en el mar Caspio). Es un río estepario en el extremo meridional de los montes Urales. Tiene una longitud de 623 km —con su fuente el Žaryk, llega a los 708 km— y recorre una cuenca de 41 300 km². Su caudal medio, a 112 km de la desembocadura, en la localidad de Chilik, es de 39,8 m³. 
El Ilek nace justo al sur de Orsk, de la confluencia de los ríos Karagandi y Žaryk, sobre la vertiente occidental de los montes Mugoyar, prolongación meridional de los montes Urales en el provincia de Aktobe en Kazajistán. Fluye hacia el sur durante una corta distancia y luego hacia el oeste al sur de y paralelo al río Ural, con muchos meandros y brazos muertos, recoge las aguas de Bolchaya Chobda, su principal afluente. Otro afluente es el río Kargala. Forma la frontera entre Rusia y Kazajistán hasta que su confluencia con el río Ural, a unos 75 km al oeste de Oremburgo (Rusia).
El Ilek se hiela desde finales de noviembre hasta finales de abril. En el curso del verano, su nivel baja mucho.
Las principales ciudades que quedan a orillas del río Ilek son: Aktobé y Alga en Kazajistán y Akbulak y Sol-Iletsk en Rusia.
El río Ilek sigue siendo el más contaminado en la cuenca uralo-cáspica. El contenido de boro y cromo proviene de antiguos vertidos químicos de fábricas químicas a través del agua subterránea. La clase de calidad de agua en el río Ilek cambia de 4 —agua contaminada— a 6 —agua muy contaminada—.
También es un río de importancia arqueológica puesto que se ha descubierto en el lugar de ciertos enterramientos kurganes (indo-europeos).